# Pownal (Maine)
Pownal ist eine Town im Cumberland County des Bundesstaats Maine in den Vereinigten Staaten von Amerika. Im Jahr 2020 lebten dort 1566 Einwohner in 657 Haushalten auf einer Fläche von 59,2 km².
In Pownal befindet sich der Bradbury Mountain State Park.

## Geografie
Nach dem United States Census Bureau hat der Ort eine Gesamtfläche von 59,2 km², von denen 59,2 km² Land sind. Es gibt keine Wasserflächen in Pownal.

### Geografische Lage
Pownal befindet sich im Osten des Cumberland Countys. Der Chandler Brook fließt in südwestliche Richtung durch das Gebiet der Town, er mündet in den Royal River. Es gibt keine Seen in Pownal. Das Gebiet ist eben, die höchste Erhebung ist der zentral gelegene 158 Meter hohe Mount Bradbury.

### Nachbargemeinden
Alle Entfernungen sind als Luftlinien zwischen den offiziellen Koordinaten der Orte aus der Volkszählung 2010 angegeben.
- Nordosten: Durham, Androscoggin County, 6,6 km
- Südosten: Freeport, 10,3 km
- Süden: Yarmouth, 5,1 km
- Südwesten: North Yarmouth, 6,1 km
- Westen: Gray, 20,6 km
- Nordwesten: New Gloucester, 12,8 km

### Stadtgliederung
In Pownal gibt es drei Siedlungsgebiete: North Pownal, Pownal Center (Pownal) und West Pownal.

### Klima
Die mittlere Durchschnittstemperatur in Pownal liegt zwischen −6,1 °C (21° Fahrenheit) im Januar und 20,6 °C (69° Fahrenheit) im Juli. Damit ist der Ort gegenüber dem langjährigen Mittel der USA um etwa 9 Grad kühler. Die Schneefälle zwischen Oktober und Mai liegen mit bis zu zweieinhalb Metern mehr als doppelt so hoch wie die mittlere Schneehöhe in den USA; die tägliche Sonnenscheindauer liegt am unteren Rand des Wertespektrums der USA.

## Geschichte
Ponwals Geschichte ist mit Freeport verbunden. Eine erste Besiedlung des Gebiets fand im Jahr 1680 statt. Die Gründung der Town Pownal erfolgte am 3. März 1808, als sie von der Town Freeport abgetrennt wurde. Benannt wurde Ponwal nach dem ehemaligen Gouverneur der Province of Massachusetts Bay Thomas Pownall, welcher 3 Jahre zuvor verstorben war.
Mit einer hügeligen Oberfläche und im Allgemeinen gutem Ackerboden wurde die Landwirtschaft zum wichtigsten Wirtschaftsfaktor. Später entstanden eine Getreidemühle und einen Kutschenfabrik.

### Einwohnerentwicklung
| Volkszählungsergebnisse – Town of Pownal, Maine | Volkszählungsergebnisse – Town of Pownal, Maine | Volkszählungsergebnisse – Town of Pownal, Maine | Volkszählungsergebnisse – Town of Pownal, Maine | Volkszählungsergebnisse – Town of Pownal, Maine | Volkszählungsergebnisse – Town of Pownal, Maine | Volkszählungsergebnisse – Town of Pownal, Maine | Volkszählungsergebnisse – Town of Pownal, Maine | Volkszählungsergebnisse – Town of Pownal, Maine | Volkszählungsergebnisse – Town of Pownal, Maine | Volkszählungsergebnisse – Town of Pownal, Maine |
| Jahr                                            | 1700                                            | 1710                                            | 1720                                            | 1730                                            | 1740                                            | 1750                                            | 1760                                            | 1770                                            | 1780                                            | 1790                                            |
| ----------------------------------------------- | ----------------------------------------------- | ----------------------------------------------- | ----------------------------------------------- | ----------------------------------------------- | ----------------------------------------------- | ----------------------------------------------- | ----------------------------------------------- | ----------------------------------------------- | ----------------------------------------------- | ----------------------------------------------- |
| Einwohner                                       |                                                 |                                                 |                                                 |                                                 |                                                 |                                                 |                                                 |                                                 |                                                 | 2043                                            |
| Jahr                                            | 1800                                            | 1810                                            | 1820                                            | 1830                                            | 1840                                            | 1850                                            | 1860                                            | 1870                                            | 1880                                            | 1890                                            |
| Einwohner                                       | 1678                                            | 872                                             | 1058                                            | 1308                                            | 1210                                            | 1074                                            | 1053                                            | 981                                             | 874                                             | 712                                             |
| Jahr                                            | 1900                                            | 1910                                            | 1920                                            | 1930                                            | 1940                                            | 1950                                            | 1960                                            | 1970                                            | 1980                                            | 1990                                            |
| Einwohner                                       | 592                                             | 625                                             | 514                                             | 462                                             | 575                                             | 752                                             | 778                                             | 800                                             | 1189                                            | 1262                                            |
| Jahr                                            | 2000                                            | 2010                                            | 2020                                            | 2030                                            | 2040                                            | 2050                                            | 2060                                            | 2070                                            | 2080                                            | 2090                                            |
| Einwohner                                       | 1491                                            | 1474                                            | 1566                                            |                                                 |                                                 |                                                 |                                                 |                                                 |                                                 |                                                 |

## Kultur und Sehenswürdigkeiten

### Bauwerke

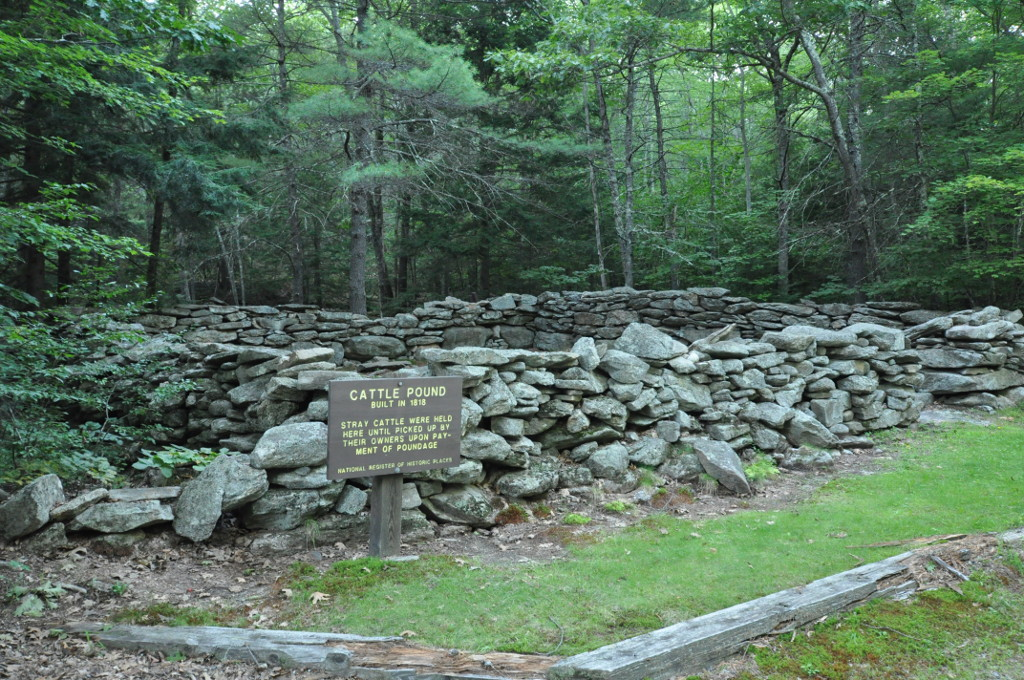
Pownal Cattle Pound

Drei Bauwerke stehen unter Denkmalschutz und wurden ins National Register of Historic Places aufgenommen.
- Pownal Cattle Pound, aufgenommen 2004, Register-Nr. 04000745
- Jacob Randall House, aufgenommen 1979, Register-Nr. 79000144
- Mallett Hall, aufgenommen 1991, Register-Nr. 91001511

### Parks
Im Zentrum der Town befindet sich der Bradbury Mountain State Park er wurde als einer der ersten fünf State Parks durch die Regierung des Bundesstaates im Jahr 1939 eingerichtet. Der Park umfasst eine Fläche von 800 Acre (3,24 km²), die zumeist bewaldet ist. Der State Park befindet sich an den Hängen des Bradbury Mountains.

## Wirtschaft und Infrastruktur

### Verkehr
Durch Pownal führt von Südosten in Richtung Nordwesten die Maine State Route 9. Die Interstate 295 verläuft durch das benachbarte Freeport.

### Öffentliche Einrichtungen
In Pownal gibt es keine medizinische Einrichtungen. Krankenhäuser finden sich in Portland, Freeport und Yarmouth.
Pownal besitzt keine eigene Bibliothek. Die nächstgelegene befindet sich in Freeport.

### Bildung
Pownal gehört mit Durham und Freeport zur Regional School Unit 5.
Folgende Schulen stehen im Schulbezirk zur Verfügung:
- Freeport High School in Freeport (9. bis 12. Schuljahr)
- Freeport Middle School in Freeport (6. bis 8. Schuljahr)
- Mast Landing School in Freeport (3. bis 5. Schuljahr)
- Morse Street School in Freeport (Preschool)
- Durham Community School in Durham (Pre-Kindergarten bis zum 8. Schuljahr)
- Pownal Elementary School in Pownal (Pre-Kindergarten bis zum 5. Schuljahr)